# Battaglia di Sinope

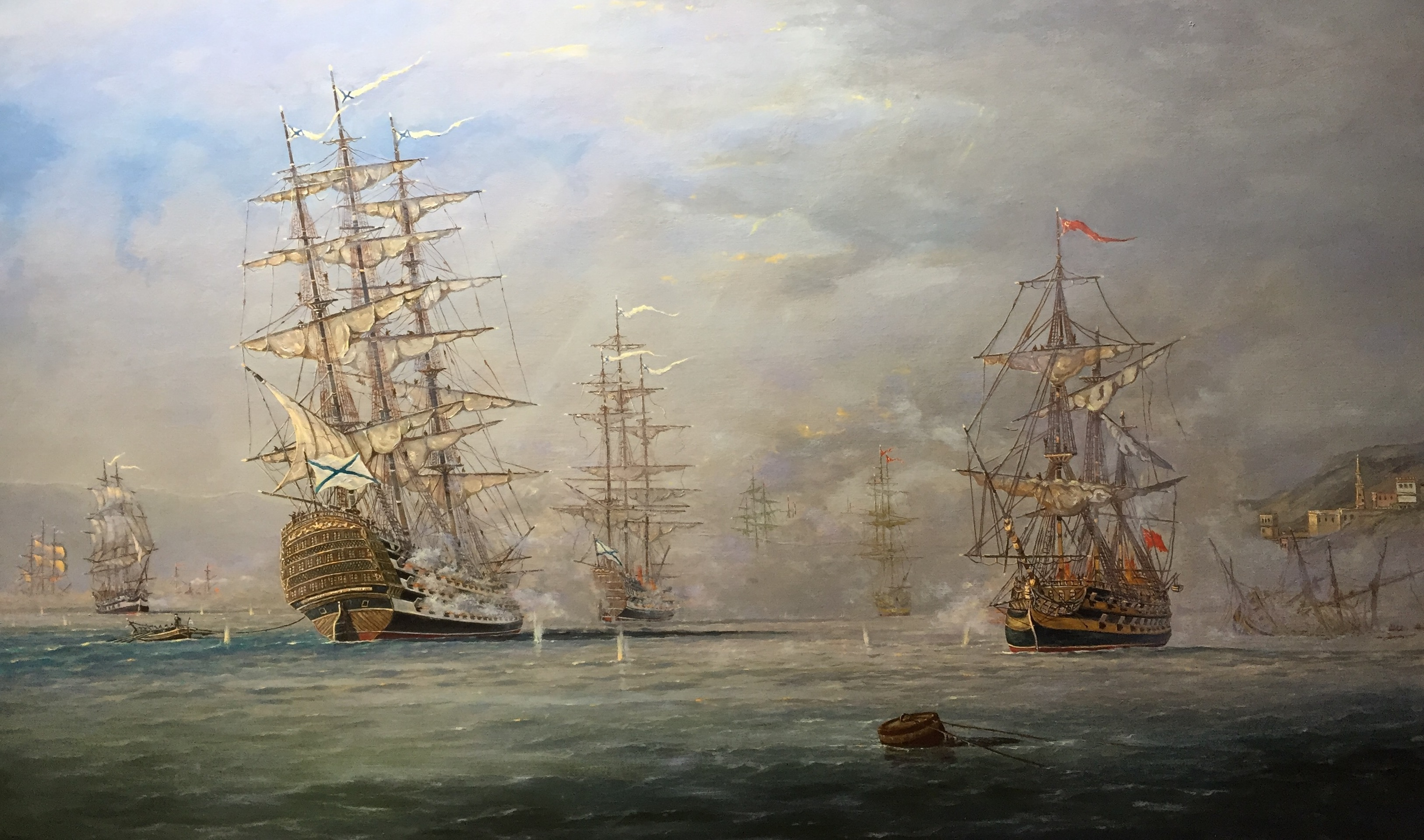
Vladimir Kosov. Battaglia di Sinop

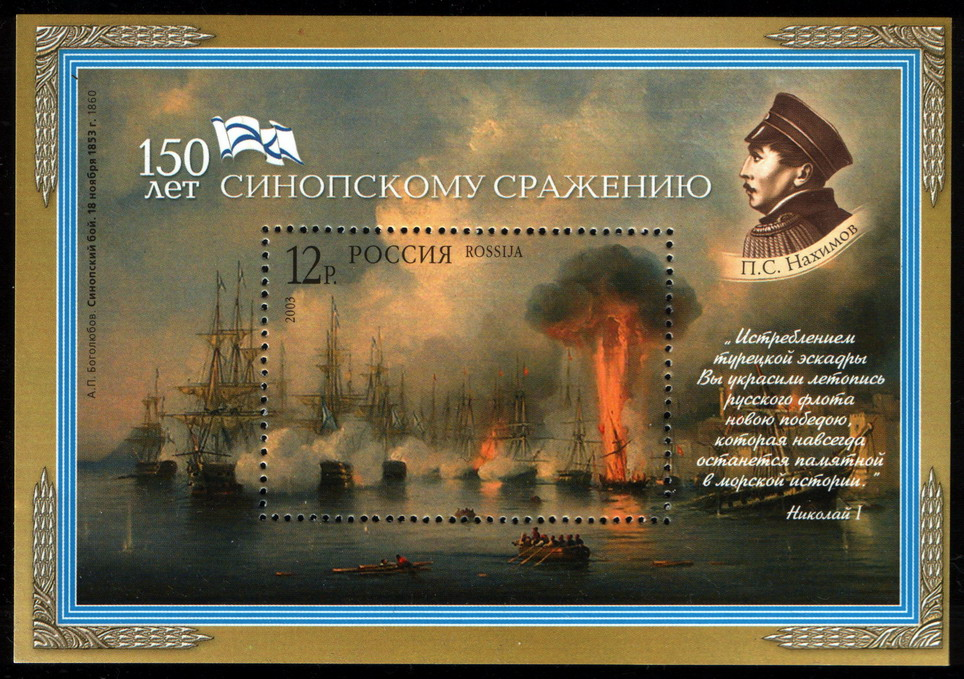
Francobollo della Russia, battaglia di Sinope, 2003 (Michel № 1128, Scott № 6800)

La battaglia di Sinope fu uno scontro navale combattuto il 30 novembre 1853 nella rada della città portuale di Sinope, in Turchia settentrionale. In modo inaspettato, due squadre navali della Marina imperiale russa, composte da tre vascelli ciascuna e al comando dell'ammiraglio Pavel Nakhimov, entrarono in rada e aprirono il fuoco contro le navi dell'Impero ottomano, distruggendole. Questo scontro, oltre a essere ricordato come l'ultima grande battaglia dell'epoca della vela, segna l'inizio della guerra di Crimea (1854–1856).
I combattimenti in mare tra la Russia imperiale e l'Impero ottomano stavano andando avanti da settimane e gli Ottomani avevano inviato numerosi squadroni a pattugliare il Mar Nero. Uno di questi, al comando di Osman Pasha, si unì a Sinope alla fregata Kaid Zafer che aveva fatto parte di una pattuglia precedente e fu raggiunto (probabilmente) dal Taif, una fregata a vapore di uno squadrone più piccolo. Gli ottomani avrebbero voluto inviare a Sinope dei vascelli, ma l'ambasciatore britannico a Istanbul aveva cancellato questo piano e furono inviate solo fregate. È possibile che questo sia stato fatto deliberatamente in modo che la Russia attaccasse una flotta più debole. Il Regno Unito e la Francia sostenevano l'Impero ottomano contro la Russia imperiale, ma non volevano scatenare una guerra. Quando divenne chiaro che ci sarebbe stata, sperarono che la Russia avrebbe fornito il casus belli.
La battaglia durò circa un'ora; i russi usarono i nuovi cannoni Paixhans, capaci di impiegare proiettili esplosivi e sviluppati solo alcuni anni prima dal generale francese Henri-Joseph Paixhans, per distruggere la flotta ottomana, e solo la Taif riuscì a fuggire a Istanbul, dove arrivò, inseguita dai vapori russi, il 2 dicembre.
In seguito a quest'attacco la Francia e il Regno Unito dichiararono guerra alla Russia all'inizio del 1854, in aiuto dell'Impero ottomano.

## Ordine di battaglia

### Impero russo

#### Navi di linea
- Veliky Knyaz Konstantin 120 cannoni
- Tri Sviatitelia 120 cannoni
- Parizh 120 cannoni
- Imperatriitsa Maria 84 cannoni
- Chesma 84 cannoni
- Rostislav 84 cannoni

#### Fregate
- Kulevtcha 54 cannoni
- Kagul 44 cannoni

#### Vapori
- Odessa 4 cannoni
- Krym 4 cannoni
- Khersones 4 cannoni

### Impero ottomano

#### Fregate a vela
- Avni Illah 44 cannoni
- Fazl Illah 44 cannoni (in precedenza la Russa Rafail, catturata nel 1829)
- Nizamieh 62 cannoni
- Nessin Zafer 60 cannoni
- Navek Bahri 58 cannoni
- Damiat 56 cannoni (Egizia)
- Kaid Zafer 54 cannoni

#### Corvette a vela
- Nejm Fishan 24 cannoni
- Feyz Mabud 24 cannoni
- Kel Safid 22 cannoni

#### Corvette a vapore
- Taif 12 cannoni
- Erkeleye 12 cannoni